# Női 4 × 400 méteres váltófutás a 2023-as atlétikai világbajnokságon
A 2023-as atlétikai világbajnokságon a női 4 × 400 méteres váltófutás selejtezőfutamait augusztus 26-án, míg a döntőjét augusztus 27-én rendezték meg Budapesten, a Nemzeti Atlétikai Központban.
A győzelmet a Eveline Saalberg, Lieke Klaver, Cathelijn Peeters és Femke Bol összetételű holland csapat szerezte meg, 3:20,72 perces időeredménnyel, mely egyben a világ legjobb eredménye 2023-ban és holland nemzeti rekord is.
A női négykörös staféta fináléja kiélezett versenyt ígért, miután a favorit amerikaiak szombaton az előfutamban rosszul váltottak és kizárták őket. Az aranyéremre több csapatnak is reális esélye mutatkozott és sokáig úgy tűnt, ezzel az eséllyel a jamaicaiak élnek. Az utolsó váltásnál ugyanis egyértelmű előnnyel vágott neki záróemberük, Stacy Ann Williams a maga 400 méterének. Mögötte a brit Nicole Yeargin és a holland Femke Bol indult, de sokáig úgy tűnt, nem tudják megfogni karibi riválisukat. Williams azonban elmérte az erejét és a célegyenesben látványosan elfáradt, nagyon besavasodott, Bol viszont rákapcsolt, előbb Yeargint előzte meg, majd a cél előtt másfél lépéssel Williamset is és hatalmas kiáltással ugrott társai nyakába a célban. 
Ebben a versenyszámban a Nádházy Evelin, Bartha-Kéri Bianka, Rapai Fanni és Molnár Janka összetételű magyar csapat 3:27,79-es időeredménnyel – mely egyúttal új magyar országos csúcs is (a korábbi rekord több, mint 40 éves volt, az 1980-as nyári olimpiai játékokon állították fel 3:27,86 időeredménnyel) – nem jutott be a döntőbe, a 11. helyen végzett.

## Rekordok
A versenyt megelőzően a következő rekordok voltak érvényben:
| Rekord                                                 | Versenyzők és nemzetiségük                                                                           | Időeredmény | Helyszín                           | Dátum                |
| ------------------------------------------------------ | --- | ----------- | ---------------------------------- | -------------------- |
| Világrekord                                            | Szovjetunió Tatyana Ledovskaya, Olga Nazarova, Mariya Pinigina, Olha Brizhina                        | 3:15,17     | Szöul, Dél-Korea                   | 1988. október 1.     |
| Világbajnoki rekord                                    | Amerikai Egyesült Államok Gwen Torrence, Maicel Malone, Natasha Kaiser, Jearl Miles Clark            | 3:16,71     | Stuttgart, Németország             | 1993. augusztus 22.  |
| Világ legjobb idei eredménye                           | Texasi Egyetem Lanae-Tava Thomas, Kennedy Simon, Julien Alfred, Rhasidat Adeleke                     | 3:23,27     | Austin, Amerikai Egyesült Államok  | 2023. április 1.     |
| Afrika rekord                                          | Nigéria Olabisi Afolabi, Fatimat Yusuf, Charity Opara, Falilat Ogunkoya                              | 3:21,04     | Atlanta, Amerikai Egyesült Államok | 1996. augusztus 3.   |
| Ázsia rekord                                           | Hopej Bai Csiaojun, Cao Csunying, Ma Jukin, An Csiaohong                                             | 3:24,28     | Peking, Kína                       | 1993. szeptember 13. |
| Észak-, valamint Közép-Amerika és Karibi-térség rekord | Amerikai Egyesült Államok Denean Howard, Diane Dixon, Valerie Brisco-Hooks, Florence Griffith Joyner | 3:15,51     | Szöul, Dél-Korea                   | 1988. október 1.     |
| Dél-Amerika rekord                                     | BM&F Bovespa Geisa Coutinho, Bárbara Farias de Oliveira, Joelma Sousa, Jailma de Lima                | 3:26,68     | São Paulo, Brazília                | 2011. augusztus 7.   |
| Európa rekord                                          | Szovjetunió Tatyana Ledovskaya, Olga Nazarova, Mariya Pinigina, Olha Brizhina                        | 3:15,17     | Szöul, Dél-Korea                   | 1988. október 1.     |
| Óceániai rekord                                        | Ausztrália Nova Peris-Kneebone, Tamsyn Manou, Melinda Gainsford-Taylor, Cathy Freeman                | 3:23,81     | Sydney, Ausztrália                 | 2000. szeptember 30. |

## Kvalifikációs rendszer
Az automatikus kvalifikáció módosított rendszere alapján ebben a versenyszámban a 2022-es Eugene-i világbajnokság első nyolc helyezettje (döntősök) automatikusan indulhatott, amelyet további nyolc csapattal egészítettek ki a Top Listáról a 2022–2023-as teljesítményük alapján. Tizenhetedik résztvevőként a rendező ország Magyarország is meghívót kapott az eseményre.
A 2022-es Eugene-i világbajnokság első nyolc helyezettje (döntősök):
- Egyesült Államok ()
- Jamaica ()
- Nagy-Britannia ()
- Kanada (4.)
- Franciaország (5.)
- Belgium (6.)
- Olaszország (7.)
- Svájc (8.)

Top Lista 2023. július 30-án:
- 3:20,87 	  Hollandia — Olimpiai Stadion, München ( Németország) – 2022. aug. 20.
- 3:21,68 	  Lengyelország — Olimpiai Stadion, München ( Németország) – 2022. aug. 20.
- 3:26,06 	  Írország — Olimpiai Stadion, München ( Németország) – 2022. aug. 19.
- 3:26,08 	  Kuba — San Salvador ( Salvador) – 2023. júl. 7.
- 3:26,09 	  Németország — Olimpiai Stadion, München ( Németország) – 2022. aug. 20.
- 3:27,60 	  Nigéria — Yabatech Sport Complex, Lagos ( Nigéria) – 2023. júl. 14.
- 3:27,76 	  Spanyolország — Olimpiai Stadion, München ( Németország) – 2022. aug. 19.
- 3:28,79 	  Botswana — Nyayo Nemzeti Stadion, Nairobi ( Kenya) – 2023. jún. 24.

## Időbeosztás
Az események időbeosztása helyi időben (UTC+2) a következők voltak:
| Dátum         | Kezdési időpont | Kör        |
| ------------- | --------------- | ---------- |
| Augusztus 26. | 19:55           | Selejtezők |
| Augusztus 27. | 21:50           | Döntő      |

## Eredmények
Az időeredmények perc:másodpercben értendők. A rövidítések jelentése a következő:
| - WR: világrekord - CR: világbajnoki rekord - WL: világ legjobb eredménye 2023-ban - AR: kontinentális rekord - NR: országos rekord - PB: egyéni legjobb eredménye | - SB: 2023-ban az addigi legjobb eredménye - Q: időeredmény alapján továbbjutott - q: helyezés alapján továbbjutott - DNS: nem indult a futamon - DNF: nem ért célba - DQ: kizárták |

### Selejtezők
A selejtezők futamait 2023. augusztus 26-án rendezték meg, melyeken a 17 csapatot 2 selejtezőfutamra osztották be. Minden futam első 3 helyezettje ( Q ) valamint a további 2 leggyorsabb idővel rendelkező csapat ( q ) kvalifikálta magát a döntőbe.
| H  | F | P | Nemzet           | Versenyzők                                                                                         | E       | Mj                                       |
| -- | - | - | ---------------- | -------------------------------------------------------------------------------------------------- | ------- | ---------------------------------------- |
| 1  | 1 | 8 | Jamaica          | Charokee Young, Nickisha Pryce, Shiann Salmon, Stacey Ann Williams                                 | 3:22,74 | Q, WL                                    |
| 2  | 1 | 6 | Kanada           | Zoe Sherar, Aiyanna Stiverne, Kyra Constantine, Grace Konrad                                       | 3:23,29 | Q, SB                                    |
| 3  | 2 | 3 | Nagy-Britannia   | Laviai Nielsen, Amber Anning, Nicole Yeargin, Yemi Mary John                                       | 3:23,33 | Q, SB                                    |
| 4  | 2 | 5 | Belgium          | Naomi van den Broeck, Imke Vervaet, Hanne Claes, Helena Ponette                                    | 3:23,63 | Q, SB                                    |
| 5  | 1 | 3 | Hollandia        | Eveline Saalberg, Cathelijn Peeters, Lisanne de Witte, Femke Bol                                   | 3:23,75 | Q, SB                                    |
| 6  | 2 | 4 | Olaszország      | Alice Mangione, Ayomide Folorunso, Alessandra Bonora, Giancarla Trevisan                           | 3:23,86 | Q, NR                                    |
| 7  | 1 | 2 | Lengyelország    | Alicja Wrona-Kutrzepa, Marika Popowicz-Drapala, Patrycja Wyciszkiewicz-Zawadzka, Natalia Kaczmarek | 3:24,05 | q, SB                                    |
| 8  | 2 | 6 | Írország         | Sophie Becker, Róisín Harrison, Kelly McGrory, Sharlene Mawdsley                                   | 3:26,18 | q, SB                                    |
| 9  | 1 | 5 | Franciaország    | Amandine Brossier, Louise Maraval, Sounkamba Sylla, Camille Seri                                   | 3:27,50 | qR, SB                                   |
| 10 | 1 | 4 | Németország      | Luna Thiel, Alica Schmidt, Mona Mayer, Carolina Krafzik                                            | 3:27,74 | SB                                       |
| 11 | 2 | 2 | Magyarország     | Nádházy Evelin, Bartha-Kéri Bianka, Rapai Fanni, Molnár Janka                                      | 3:27,79 | NR                                       |
| 12 | 2 | 9 | Svájc            | Gulia Senn, Julia Niederberger, Rachel Pellaud, Catia Gubelmann                                    | 3:29,07 | SB                                       |
| 13 | 2 | 1 | Kuba             | Zurian Hechavarría, Lisneidy Veitía, Rose Mary Almanza, Roxana Gómez                               | 3:29,70 |                                          |
| 14 | 2 | 8 | Botswana         | Lydia Jele, Oratile Nowe, Galefele Moroko, Obakeng Kamberuka                                       | 3:31,85 |                                          |
| 15 | 1 | 9 | Spanyolország    | Eva Santidrián, Herminia Parra, Laura Bueno, Barbara Camblor                                       | 3:31,91 |                                          |
|    | 2 | 7 | Egyesült Államok | Lynna Irby-Jackson, Rosey Effiong, Quanera Hayes, Alexis Holmes                                    | DQ      | váltóbot átadása az átvételi zónán kívül |
|    | 1 | 7 | Nigéria          | Ella Onojuvwevwo, Patience Okon George, Deborah Oke, Imaobong Nse Uko                              | DQ      | váltóbot elejtése                        |

### Döntő
A döntőt 2023. augusztus 27-én 21:50-kor rendezték meg.
| H | P | Nemzet         | Versenyzők                                                                                         | E       | Mj    |
| - | - | -------------- | -------------------------------------------------------------------------------------------------- | ------- | ----- |
| 1 | 9 | Hollandia      | Eveline Saalberg, Lieke Klaver, Cathelijn Peeters, Femke Bol                                       | 3:20,72 | WL NR |
| 2 | 8 | Jamaica        | Candice McLeod, Janieve Russell, Nickisha Pryce, Stacey Ann Williams                               | 3:20.88 | SB    |
| 3 | 7 | Nagy-Britannia | Laviai Nielsen, Amber Anning, Ama Pipi, Nicole Yeargin                                             | 3:21,04 | SB    |
| 4 | 5 | Kanada         | Zoe Sherar, Aiyanna Stiverne, Kyra Constantine, Grace Konrad                                       | 3:22,42 | SB    |
| 5 | 6 | Belgium        | Helena Ponette, Imke Vervaet, Hanne Claes, Camille Laus                                            | 3:22,84 | SB    |
| 6 | 2 | Lengyelország  | Alicja Wrona-Kutrzepa, Marika Popowicz-Drapała, Patrycja Wyciszkiewicz-Zawadzka, Natalia Kaczmarek | 3:24,93 |       |
| 7 | 4 | Olaszország    | Alice Mangione, Anna Polinari, Alessandra Bonora, Giancarla Trevisan                               | 3:24,98 |       |
| 8 | 3 | Írország       | Sophie Becker, Róisín Harrison, Kelly McGrory, Sharlene Mawdsley                                   | 3:27,08 |       |
| 9 | 1 | Franciaország  | Amandine Brossier, Louise Maraval, Marjorie Veyssiere, Camille Séri                                | 3:28,35 |       |